# エンジョイワ→クス
エンジョイワ→クスはSMA NEET Projectに所属するお笑いタレントである。2004年7月にコンビ結成。2013年にコンビ解散。

## メンバー
関口 達也（せきぐち たつや、1977年8月13日 -　）
- ボケ担当。
- 埼玉県羽生市出身。血液型はB型。
- 趣味は温泉、釣り、旅行。
- アルスコンピュータ専門学校卒業。

吉澤 崇（よしざわ たかし、1981年3月18日 -　）
- ツッコミ担当。
- 埼玉県羽生市出身。血液型はB型。
- 趣味はサッカー、スキー。
- 足利工業大学卒業。

## ネタ
- 主に漫才。

## 出演番組
- 爆笑オンエアバトル（NHK）戦績4勝4敗 最高401KB